# Nazionale maschile di pallamano dell'Ucraina
La nazionale ucraina di pallamano rappresenta l'Ucraina nelle competizioni internazionali e la sua attività è gestita dalla Ukrainian Handball Association.

## Competizioni principali
- 1992: non qualificata
- 1996: non qualificata
- 2000: non qualificata
- 2004: non qualificata
- 2008: non qualificata
- 2012: non qualificata
- 2016: non qualificata

- 1993: non qualificata
- 1995: non qualificata
- 1997: non qualificata
- 1999: non qualificata
- 2001: 7º posto
- 2003: non qualificata
- 2005: non qualificata
- 2007: 14º posto
- 2009: non qualificata
- 2011: non qualificata
- 2013: non qualificata
- 2015: non qualificata
- 2017: non qualificata

- 1994: non qualificata
- 1996: non qualificata
- 1998: non qualificata
- 2000: 12º posto
- 2002: 11º posto
- 2004: 15º posto
- 2006: 12º posto
- 2008: non qualificata
- 2010: 16º posto
- 2012: non qualificata
- 2014: non qualificata
- 2016: non qualificata
- 2018: non qualificata